# Osieczna
Osieczna (niem. Storchnest ) – miasto w woj. wielkopolskim, w powiecie leszczyńskim, przy drodze wojewódzkiej nr 432Leszno – Śrem, nad Jeziorem Łoniewskim. Siedziba gminy miejsko-wiejskiej Osieczna.
Prywatne miasto szlacheckie, własność kasztelana międzyrzeckiego Andrzeja Górki, około 1580 roku leżało w powiecie kościańskim województwa poznańskiego w Rzeczypospolitej Obojga Narodów.
W latach 1975–1998 miasto administracyjnie należało do woj. leszczyńskiego.
Według danych z 31 marca 2011 miasto liczyło 2188 mieszkańców.

## Nazwa
Miejscowość ma metrykę średniowieczną i jest notowana od XIV wieku. Po raz pierwszy w 1393 jako Oszeczno, Oseczno, 1399 Osseczne, 1400 Osszeczna, 1404 Osszyeczno, 1406 Oszeczna, 1412 Osseczna, 1418 Osseczno, 1420 Oscheczsna, 1428 Ossyeczno, Oscheczno, 1432 Opyeczna, 1436 Oseczna, 1437 Ossyeczna, 1465 Osszyeczna, 1467 Ossiczna, 1498 Oschyeczna, Oszyeczna, 1512 Olesznycza  .

## Historia

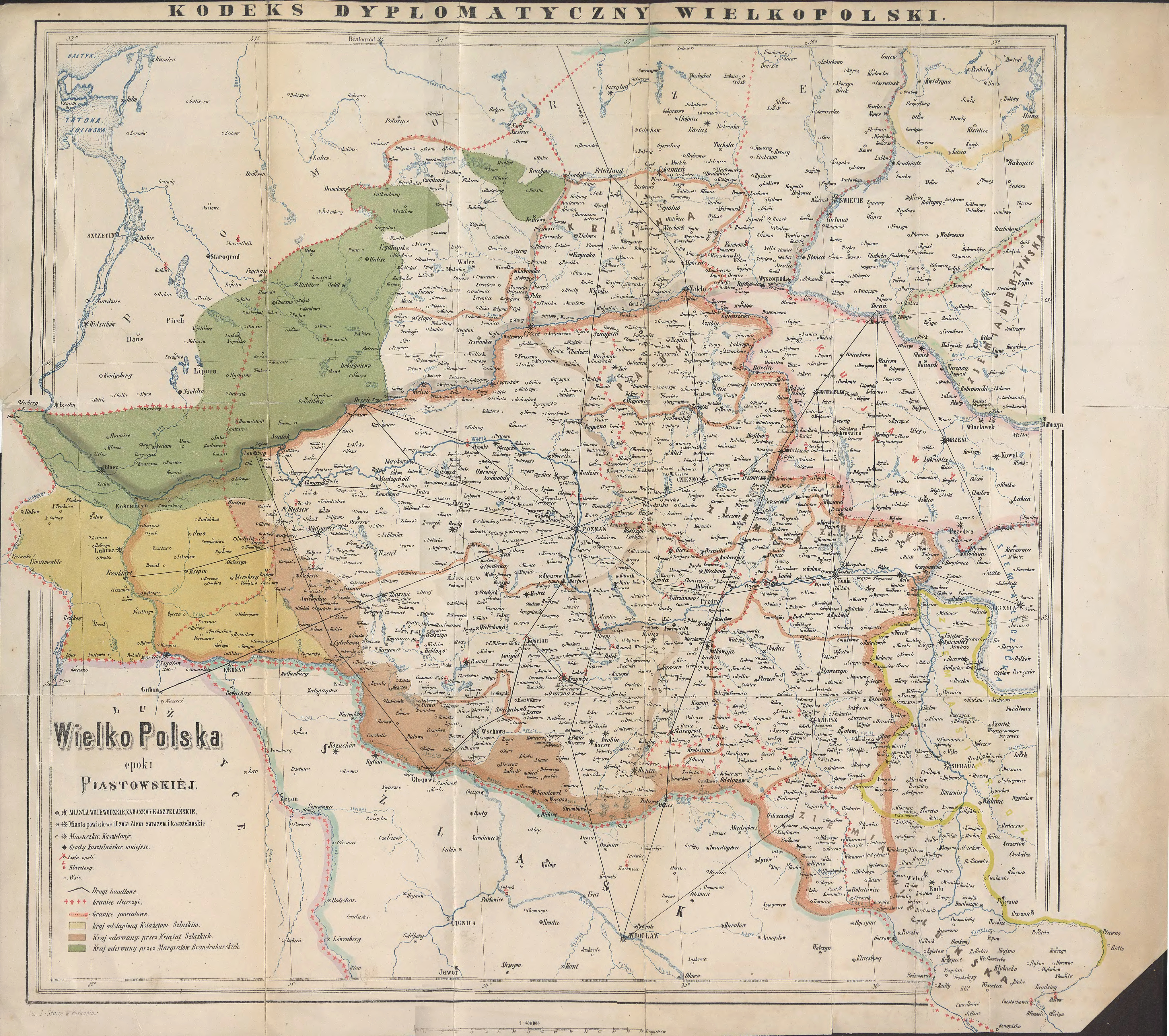
Osieczna na historycznej mapie Wielkopolski sporządzonej w 1888 roku według danych zaczerpniętych z Kodeksu dyplomatycznego

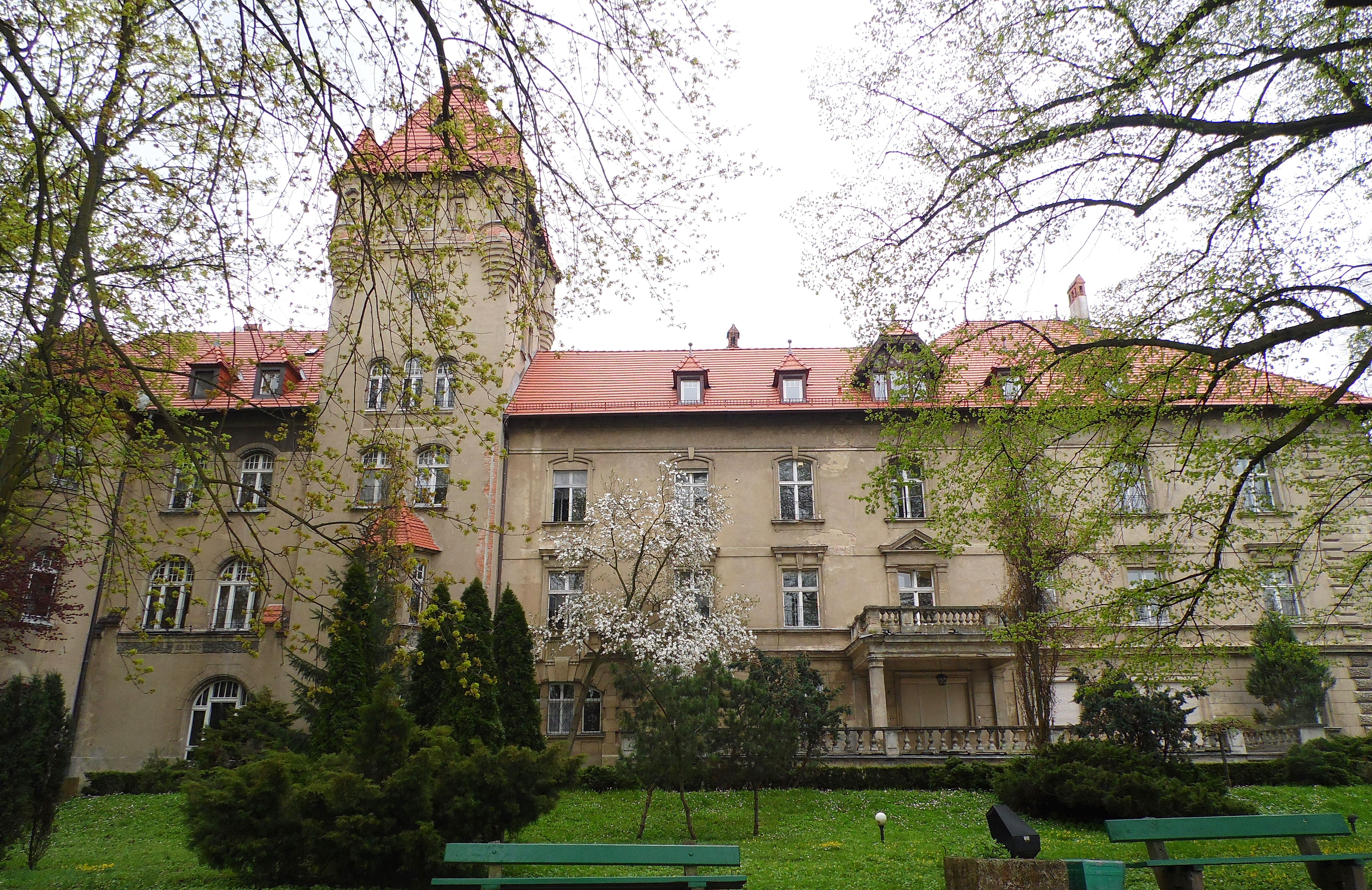
Zamek

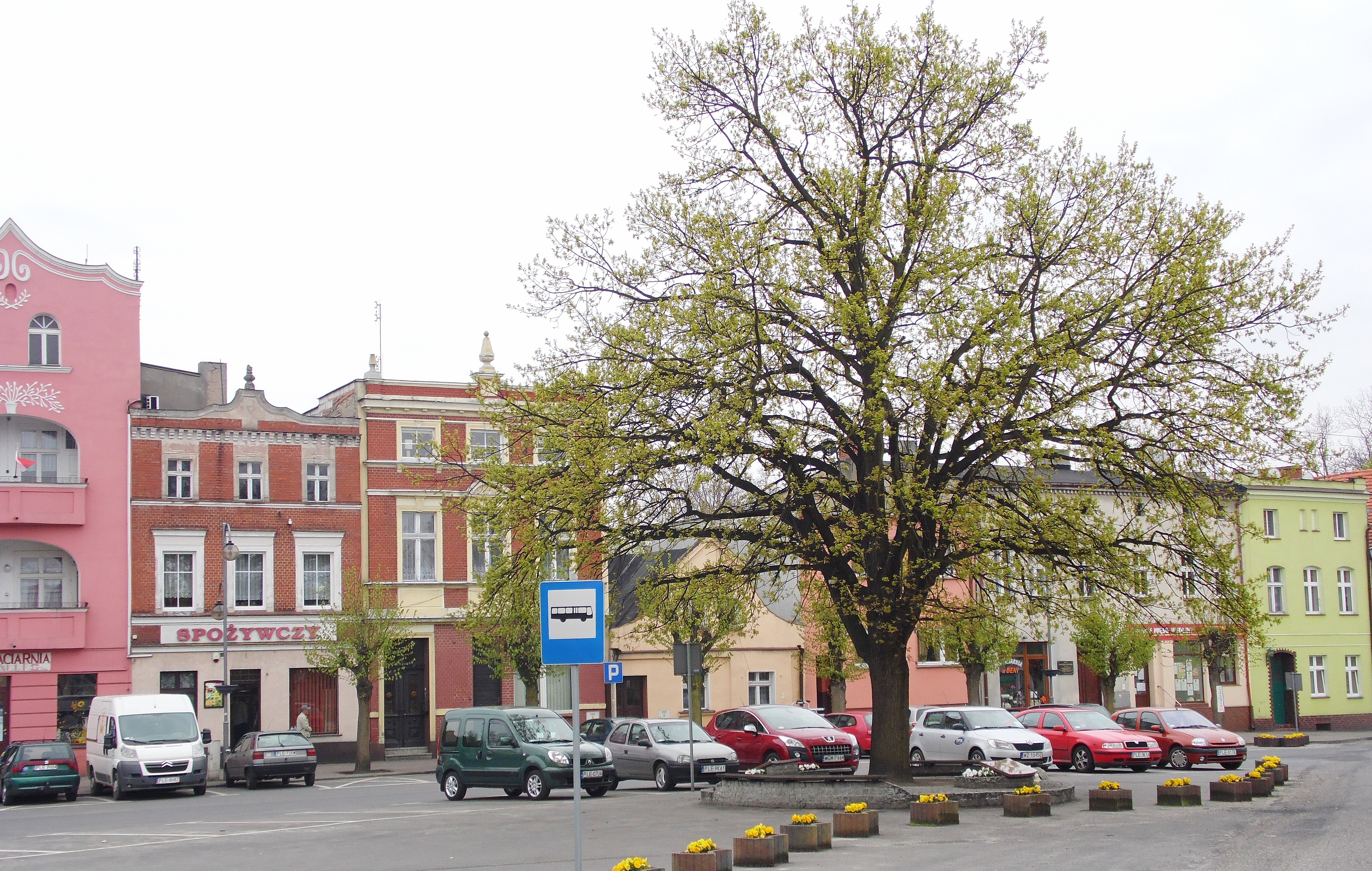
Rynek – Dąb Jana Pawła II

Nad Jeziorem Łoniewskim odkryto ślady dawnego osadnictwa oraz grodzisko z IX wieku. Zanim w dokumentach odnotowano istnienie miasta, znacznie wcześniej, bo już w 1362, jako pierwsze odnotowane zostało Łącko, które stało się później przedmieściem Osiecznej. Wielokrotnie odnotowują je później dokumenty historyczne .
Pierwsza zapisana wzmianka o mieście pochodzi z 1393, kiedy właścicielem Osiecznej wraz z okolicznymi dobrami był kasztelan santocki Wojsław Borek z Gryżyny (zmarły w 1373). Prawdopodobnie nadał on miejscowości prawa miejskie (lokacja około 1370) i herb (na złotym polu czerwona głowa rogatego jelenia skierowana ku przodowi). Wojsław Borek zbudował zapewne pierwszy zamek nad brzegiem Jeziora Łoniewskiego. Kolejnym właścicielem miasta był syn Wojsława, Andrzej Borek-Gryżyński (w latach 1404–1418). Jednym z kolejnych właścicieli był jego syn, Maciej Borek (1418–1452). Maciej rozbudował zamek, ufundował również szpital – przytułek dla ubogich i starców z drewnianym kościołem (zapewne szpital i kościół św. Ducha). W 1436 został on starostą wschowskim, a w 1442 kasztelanem nakielskim, ale główną jego siedzibą pozostał zamek w Osiecznej. W średniowieczu miasto było otoczone wałem.
Już w XV wieku w okresie przynależności miasta do Korony Królestwa Polskiego po raz pierwszy wymieniona została szkoła w Osiecznej. Dokumenty historyczne odnotowały w 1404 rektora miejscowej szkoły Jana .
Po Macieju Osieczna przeszła w posiadanie jego syna, Mikołaja Borka (w latach 1453–1496). W 1458 miasto wystawiło 10 żołnierzy na wyprawę na Malbork w czasie wojny trzynastoletniej z zakonem krzyżackim. W 1530 jeden z Górków sprowadził do miasta Niemców przenosząc lokację na prawo niemieckie.
W 1498 miasto i zamek przejął syn Mikołaja, Andrzej Borek Osiecki. Po sporach majątkowych miasto i okoliczne dobra stały się własnością Andrzeja Osieckiego i jego sióstr Barbary i Małgorzaty. W 1580 miejscowość odnotowana została w historycznych dokumentach podatkowych. Płaciła wówczas wraz ze wsią Jeziorko 76 złotych polskich i 10 groszy szosu. Wymienione zostało również przedmieście Raduchów z 3 zagrodami, 40 owcami 4 młynami oraz 3 wiatrakami.
W latach 1393–1510 dokumenty podatkowe notują w mieście przedstawicieli różnych rzemiosł: rzeźników, cieślów, szewców, bednarzy, kuśnierzy, tkaczy, malarzy, krawców oraz kołodziejów. W 1510 odnotowano istnienie w mieście postrzygalni sukna .
W XVI wieku istniały w Osiecznej cechy rzemieślnicze. W 1529 kasztelan poznański i starosta generalny Wielkopolski Łukasz Górka zatwierdził dla miasta wilkierz cechu krawców, któremu w 1597 dziedzic Andrzej Czarnkowski nadał przywileje. W 1583 Stanisław z Górki nadał przywileje cechowi garncarzy. W 1635 odnotowano istnienie różnych innych cechów w tym cech sukienników oraz bractwo strzeleckie .
Od sióstr Andrzeja Borka Osieckiego część dóbr osieckich odkupił Łukasz II Górka; część dóbr i miasta została darowana jego synowi, Andrzejowi. W rękach Górków Osieczna pozostawała do 1592. Potomkowie Łukasza, Andrzej i Stanisław wspierali reformację. Pod rządami ostatniego z Górków miasto i zamek podupadły. Po bezpotomnej śmierci Stanisława Górki właścicielem Osiecznej został jego siostrzeniec, wojewoda kaliski Andrzej Czarnkowski, który przeprowadził remont i rozbudowę zamku, wnosząc także zasługi dla rozwoju miasta.
Kolejnymi właścicielami miasta byli Przyjemscy (1601-1653), Opalińscy (1653-1690), Mycielscy (1690-1744), a później Skoroszewscy (1750-1797). W 1619 po raz kolejny odnotowano istnienie szkoły, która znajdowała się pod opieką oraz patronatem rady miejskiej .
W 1635 miasto powiększyło się o tzw. Nowe Miasto, w którym osiedlili się protestanci ze Śląska i krajów niemieckich. Właściciele miasta zapewnili osadnikom wolność wyznania i pozwolili zbudować im zbór oraz szkołę. Pierwszy kościół protestancki powstał w 1645.

### Zabory Polski
Wskutek II rozbioru Polski w 1793, miasto przeszło pod władanie Prus i jak cała Wielkopolska znalazło się w zaborze pruskim. W 1793 w Osiecznej znajdowało się 149 budynków w tym 10 młynów oraz wiatraków. W miejscowym klasztorze mieszkało 15 zakonników. Mieszkańcy zajmowali się głównie rolnictwem i rzemiosłem. W miejscowości pracowało także 14 szewców, po 9 młynarzy i piwowarów, 8 rzeźników, po 6 krawców, gorzelników, winiarzy i szynkarzy, 5 piekarzy, po 4 stolarzy i kowali, po 2 bednarzy i golarzy, jeden cieśla, kołodziej, kuśnierz, kominiarz, powroźnik, olejnik, muzyk, rybak i oberżysta.
W latach 1657, 1761 i 1793 miasto trzykrotnie zostało strawione przez pożary. Najgroźniejszy pożar miał miejsce w roku zaborów kiedy miasto doszczętnie spłonęło. Mikołaj Skoroszewski sprzedał majątek na licytacji. Od 1799 do 1821 właścicielem Osiecznej był Bonawentura Gajewski, później zadłużony majątek wraz zamkiem przeszedł na własność banku w Berlinie. Kolejni właściciele (między innymi rody von Paschke, Goeppner, Dobielińscy i von Helldorf) nie mieszkali w Osiecznej, przyczyniając się do popadnięcia zamku w ruinę i dalszego zadłużenia majątku. Dopiero w 1861 Heinrich Burghard Abegg przeprowadził remont i przebudowę zamku, nadając mu charakter neobarokowy. Kolejna przebudowa i restauracja dokonana została przez Heinricha von Heydebrandta und der Lasa w latach 1895–1906, nadając zamkowi obecny kształt. W rękach von Heydebrandtów Osieczna pozostawała od 1877 aż do 1945. W Osiecznej zamieszkiwał pod koniec życia dyplomata i szachista Tassilo von Heydebrandt und der Lasa (1818-1899), który zmarł w Osiecznej i został pochowany na miejscowym cmentarzu protestanckim.
W 1800 Osieczna liczyła 1023 mieszkańców. Po zwycięskim dla Polaków drugim powstaniu wielkopolskim jakie odbyło się w 1806 miasto w latach 1807–1815 znalazło się w powiecie wschowskim departamentu poznańskiego w granicach Księstwa Warszawskiego. W 1808 liczba mieszkańców nieznacznie spadła do 937, a w 1810 nieznacznie wzrosła do 979. Od 1815 decyzją kongresu wiedeńskiego dokonano podziału Księstwa Warszawskiego i Wielkopolska ponownie weszła w skład Królestwa Prus jako Wielkie Księstwo Poznańskie. W 1816 w mieście mieszkało 940 mieszkańców.
Miasto wymienione zostało w powiecie wschowskim w XIX-wiecznym Słowniku geograficznym Królestwa Polskiego. W 1871 w mieście mieszkało 1701 mieszkańców, a w 1878 liczba ta spadła do 1698 mieszkańców, wśród których znajdowało się 1150 katolików, 450 protestantów i 98 wyznawców judaizmu. W 1883 miejscowość liczyła 184 domy zamieszkiwane przez 1726 mieszkańców w tym 1190 katolików, 530 protestantów i 56 wyznawców judaizmu. Słownik podaje, że Polacy stanowili wówczas większość obywateli. W mieście znajdował się katolicki kościół parafialny, kościół protestancki oraz synagoga, a także klasztor oo. reformatów używany wówczas jako dom dla księży emerytów. Miasto posiadało stację telegraficzną, urząd pocztowy i komisariat policji. W XIX wieku ludność trudniła się w większości rolnictwem oraz wyrabianiem tkanin z bawełny. Istniało także gospodarstwo zajmujące się hodowlą bydła oraz powstała mleczarnia. W mieście odbywały się 4 jarmarki rocznie.

### Okres międzywojenny
W czasie powstania wielkopolskiego jakie miało miejsce w latach 1918–1919 powstał ochotniczy oddział złożony z mieszkańców, który pod miastem wziął udział w walce z wojskiem niemieckim. Traktat wersalski usankcjonował w 1919 roku powrót miasta do Polski.
W okresie II Rzeczypospolitej w 1921 w Osiecznej mieszkało 1559 mieszkańców co w zbliżonej liczbie utrzymało się do wybuchu II wojny światowej. Ludność zajmowała się rzemiosłem oraz handlem. W mieście znajdował się tartak oraz cegielnia. W dalszym ciągu 30% mieszkańców utrzymywała się z rolnictwa.
W latach 1938–1939 trzy monografie historyczne na temat Osiecznej opublikował polski historyk Edward Frankiewicz: Osieczna: zarys historyczny, Osieczna w walce o niepodległość: zarys historyczno-kulturalny do dziejów Ziemi Leszczyńskiej 1890-1919 oraz Cudowny obraz Matki Boskiej Osieckiej; zarys ikonograficzno-historyczny z ilustracjami .

### II wojna światowa
21 października 1939, w ramach Operacji Tannenberg Niemcy zamordowali tu trzech wytypowanych wcześniej mieszkańców Jana Stelmaszyka Henryka Juchniewicza i Stanisława Głowacza. W czasie II wojny światowej z miasta wysiedlono większość Polaków do Generalnego Gubernatorstwa, w zamian sprowadzono Niemców w ramach akcji kolonizacyjnej Heim ins Reich.

### Okres powojenny
Miasto zostało zajęte 29 stycznia 1945 przez oddziały 3 armii gwardii 1. Frontu Ukraińskiego.
W 1946 miasto liczyło 1323 mieszkańców, a w 1961 liczba ta wzrosła do 1621. Po wojnie miasto zachowało swój charakter rzemieślniczo-handlowy z dużą rolą rolnictwa.

## Demografia

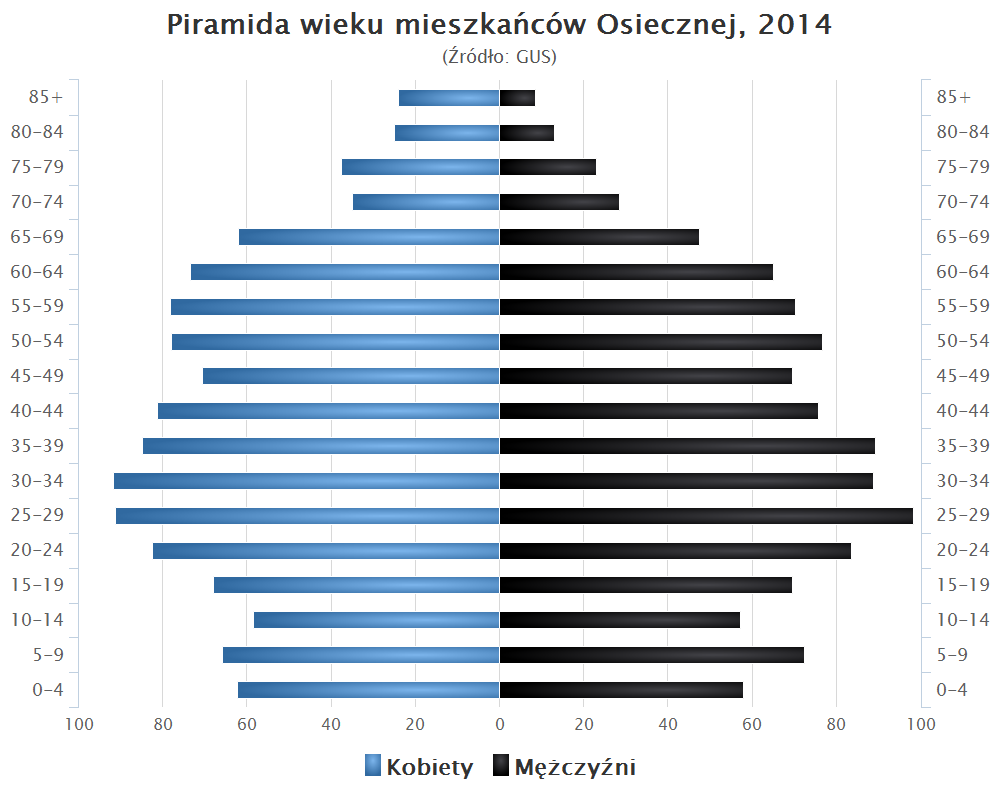
Piramida wieku mieszkańców Osiecznej w 2014 roku

## Zabytki

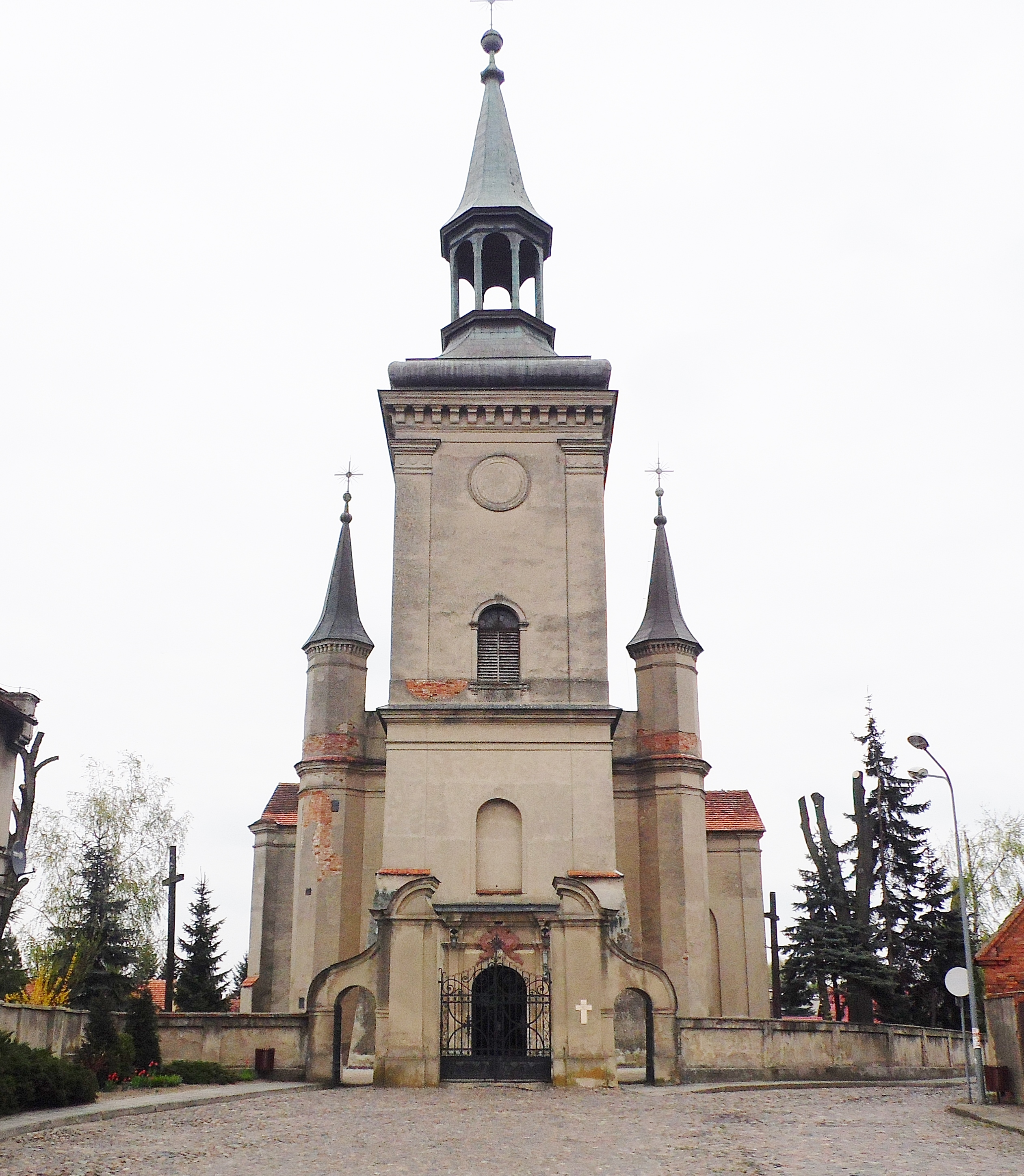
Kościół parafialny pw. Świętej Trójcy

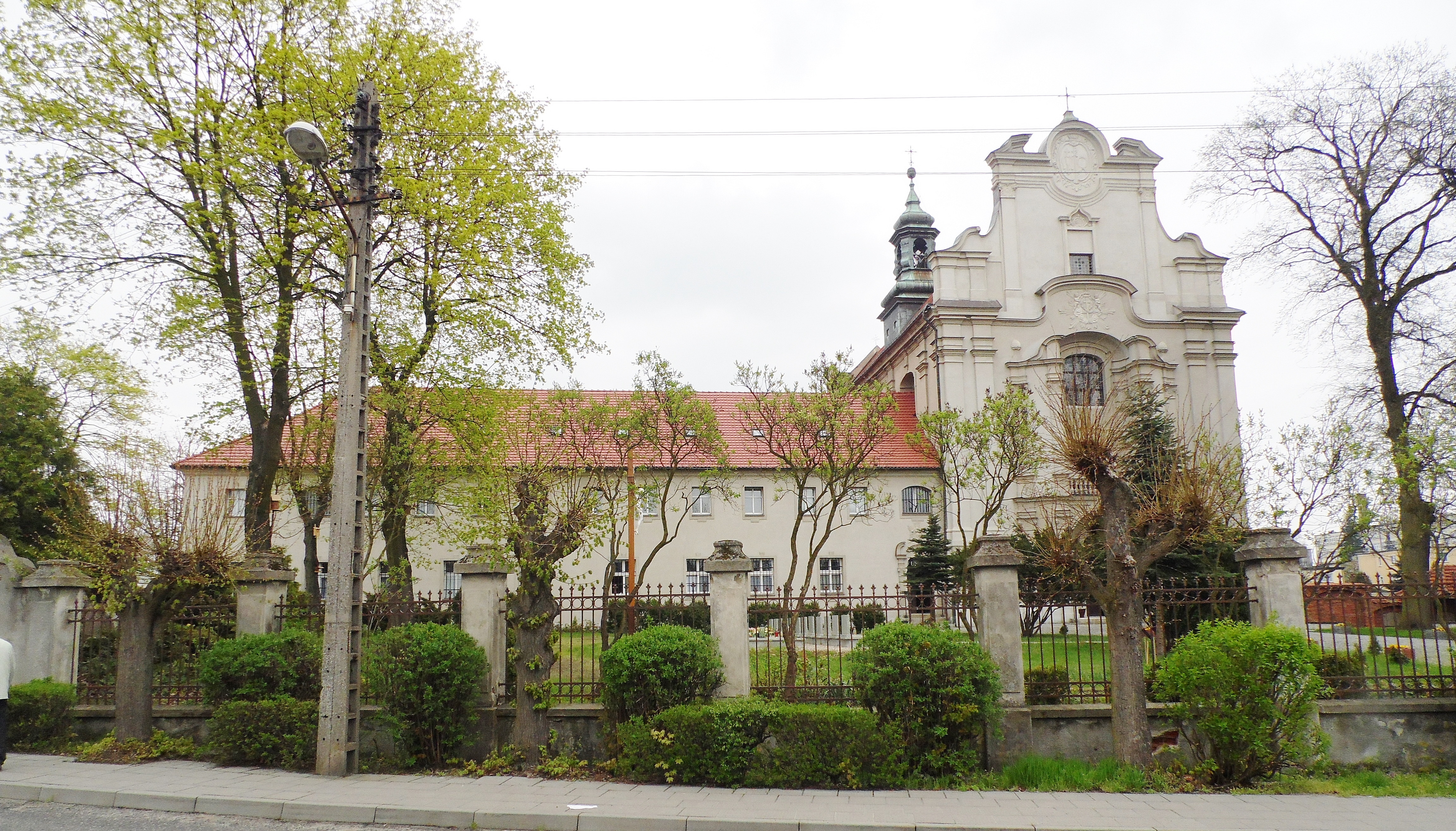
Klasztor i kościół św. Walentego

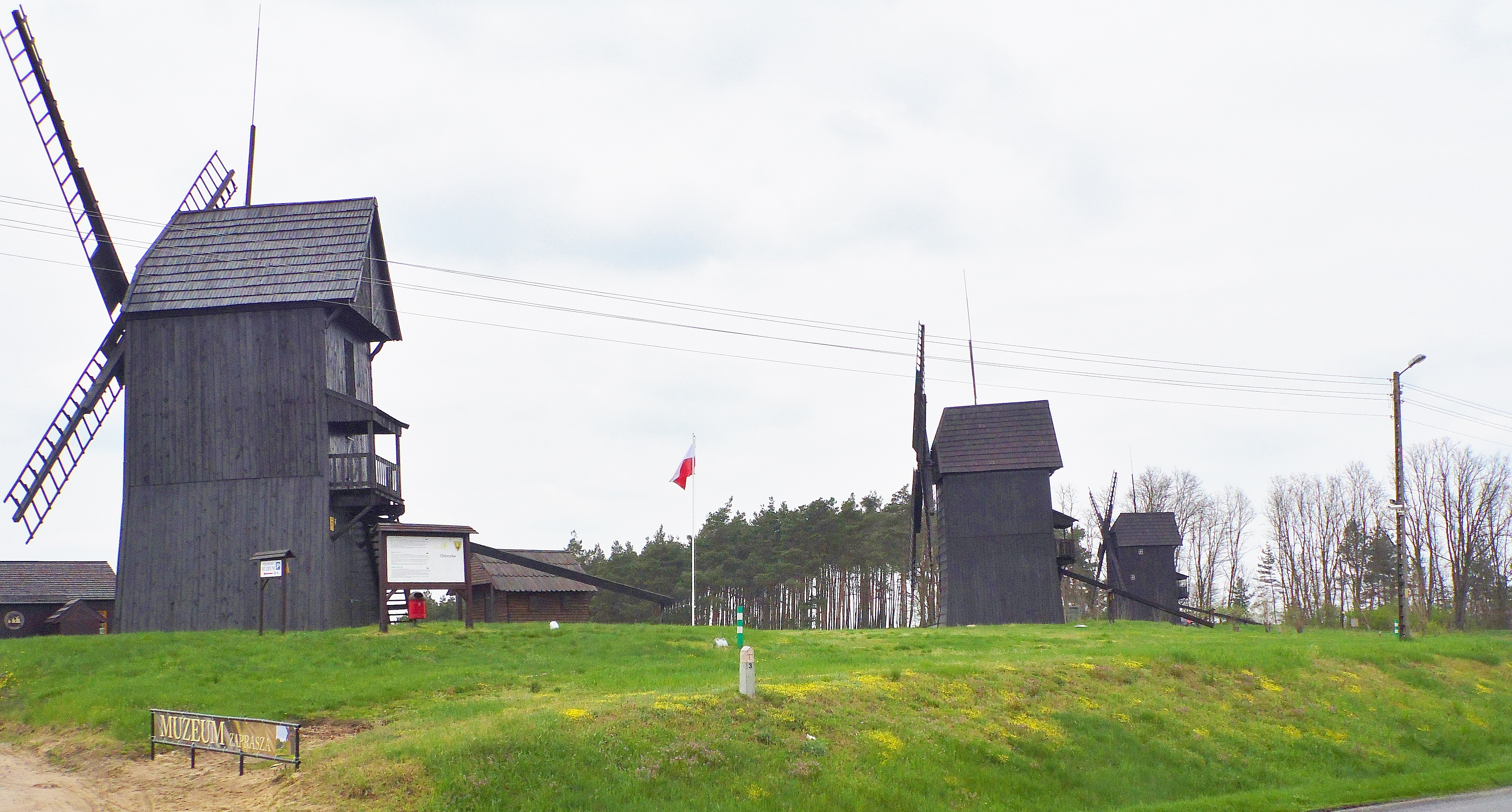
Wiatraki koźlaki, obecnie Muzeum Młynarstwa i Rolnictwa

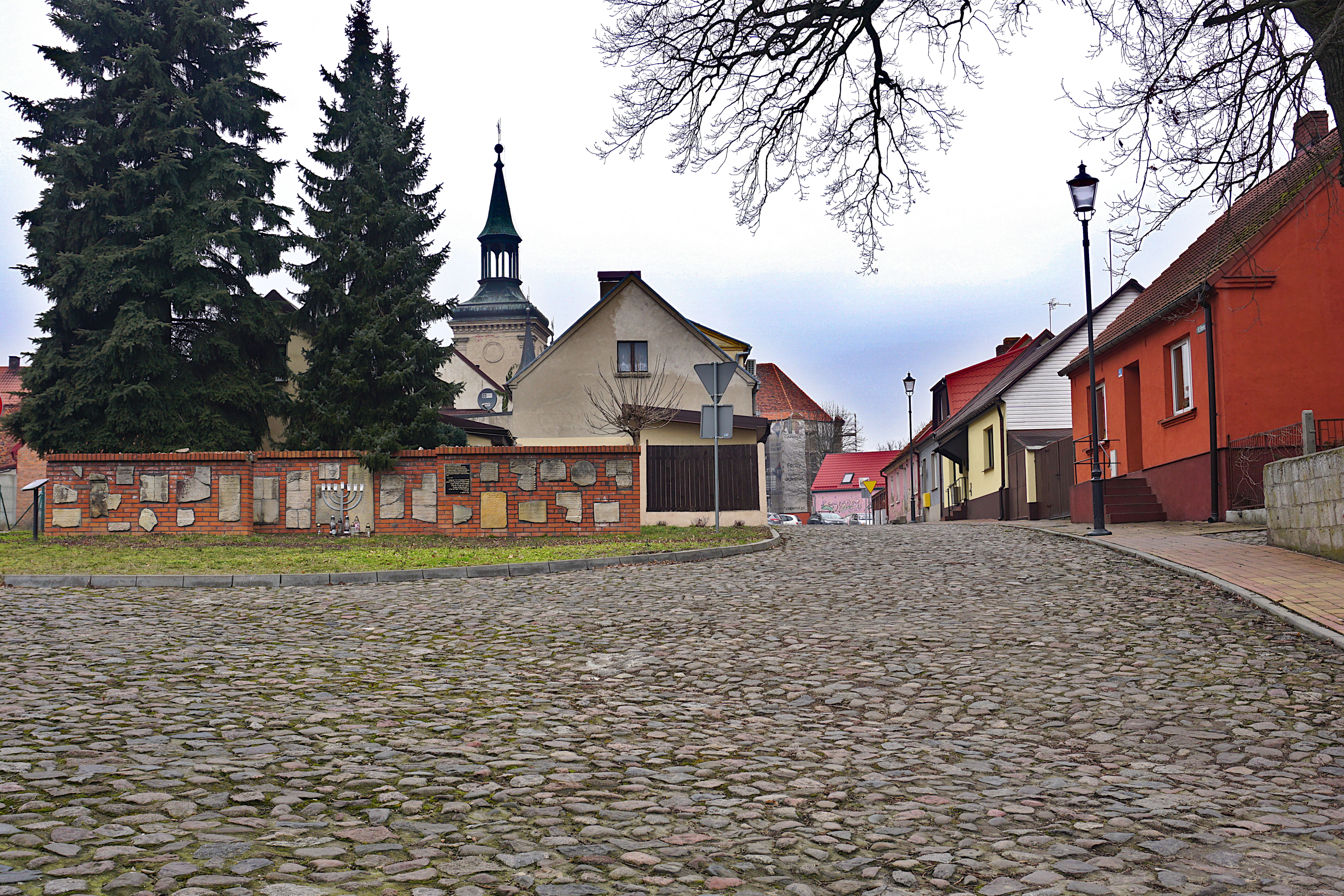
Teren byłego cmentarza żydowskiego przy ulicy Słonecznej

- Zamek w Osiecznej nad brzegiem Jeziora Łoniewskiego.

- Późnogotycki kościół św. Trójcy, tak zwany farny, został zbudowany z inicjatywy Andrzeja Górki w 1540 jako trzynawowa świątynia późnogotycka. Zastąpił on wcześniejszą świątynię, która stała w tym miejscu. W drugiej połowie XVI wieku Stanisław Górka, sympatyzujący z reformacją, przekazał kościół protestantom. Najprawdopodobniej Andrzej Czarnkowski zezwolił na naprzemienne wykorzystanie świątyni przez wiernych obydwu wyznań. W ręce katolików świątynia wróciła w 1628, rekoncyliację przeprowadził biskup poznański Maciej Łubieński. Kościół przebudowano w stylu barokowym w 1777. Pożar w 1860 zniszczył dach i wieżę świątyni; budynek szybko odbudowano. W obecnej formie bryła kościoła ma jedną nawę z dwoma obszernymi kaplicami bocznymi tworzącymi transept. W prezbiterium późnogotyckie sklepienie gwiaździste. Z czasów pierwszej przebudowy pochodzą rokokowe ołtarze, ambona i chrzcielnica. W kościele znajduje się obraz Matki Boskiej Śnieżnej z około 1650, a także epitafia i portrety trumienne Adama Olbrachta Przyjemskiego i jego żony Anny Konstancji Grudzińskiej.
- Kościół protestancki zbudowany został w 1900 w stylu neoromańskim z fundacji Heinricha Burgharda Abegga. Zastąpił on wcześniejszą świątynię, rozebraną wkrótce po konsekracji nowego kościoła (najstarszy kościół pochodził prawdopodobnie z 1635). Kościół został zamknięty w 1945 po opuszczeniu parafii przez ludność protestancką (pochodzenia niemieckiego) i rozebrany w latach siedemdziesiątych XX wieku.
- Klasztor i kościół św. Walentego zbudowany został dla franciszkanów reformatów, których sprowadził w 1622 Adam Olbracht Przyjemski. Kościół w stylu późnobarokowym, zbudowany w latach 1729–1733 z fundacji Marianny Mycielskiej i jej syna Józefa Mycielskiego według projektu włoskiego architekta Pompeo Ferrariego na miejscu wcześniejszej świątyni drewnianej. Rokokowe wnętrza wykonane zostały w latach 1784–1787 przez Antoniego Schultza z drewna dębowego. Na sklepieniu polichromia z połowy XVIII wieku, w ołtarzach bocznych obraz Matki Boskiej Bolesnej (Osieckiej) z początku XVII wieku i cztery obrazy Franciszka Smuglewicza z 1786. Obok barokowy klasztor z 1680-1682, fundowany przez Jana z Bnina Opalińskiego, przebudowany 1730-1733. W furcie klasztornej znajdują się freski z końca XVIII wieku nawiązujące do biografii patrona zakonu. Franciszkanie opuszczali klasztor dwukrotnie, po raz pierwszy po kasacie przeprowadzonej w 1834 przez władze pruskie (do 1927), po raz drugi wyrzuceni przez hitlerowców (1941–1945). Kościół w 1984 padł ofiarą pożaru, który zniszczył część ołtarza (obecnie zrekonstruowaną).
- Wiatraki koźlaki znajdują się na wzgórzu przy szosie Śrem – Leszno. Najstarszy z nich pochodzi z 1761, dwa pozostałe z XIX wieku. Użytkowane zgodnie z przeznaczeniem były do lat siedemdziesiątych XX wieku, obecnie stanowią atrakcję turystyczną. Wzgórze było areną zwycięskiej bitwy powstańców wielkopolskich z Niemcami w 1919. Obecnie Muzeum Młynarstwa i Rolnictwa.

Dawny cmentarz Ewangelicki 
założony po 1793 przestał funkcjonować w 1946 lub 1947 gdy to odbyły się tam ostatnie pogrzeby.